# Saint-Paterne
Saint-Paterne là một xã trong tỉnh Sarthe ở tây bắc nước Pháp. Xã này nằm ở khu vực có độ cao trung bình 135 mét trên mực nước biển.